# Gamasiphis breviflagelli
Gamasiphis breviflagelli är en spindeldjursart som beskrevs av Wolfgang Karg 1996. Gamasiphis breviflagelli ingår i släktet Gamasiphis och familjen Ologamasidae. Inga underarter finns listade i Catalogue of Life.